# Pseudoclanis abyssinicus
Pseudoclanis abyssinicus là một loài bướm đêm thuộc họ Sphingidae. Nó được tìm thấy ở Sudan và Ethiopia.